# 長照二
長 照二（ちょう てるじ、1953年8月 - ）は日本の物理学者。専門は、プラズマ科学・核融合。理学博士（京都大学・1982年）。元筑波大学大学院教授、元同プラズマ研究センター長。

## 略歴
- 京都大学理学部卒
- 1981年 - 同大学院理学研究科博士後期課程修了
- 1982年 - 3月、京都大学より理学博士の学位を取得、学位論文の題は「アパーハイブリッド-ソリトンに関する研究」[1]。
- 1983年 - 京都大学教養部非常勤講師
- 1984年 - 筑波大学物理学系講師
- 1990年 - 同助教授
- 1996年 - 同教授
- 2002年 - 同大学院物理学研究科長
- 2004年 - 同プラズマ研究センター長
- 2005年 - 同大学院数理物質科学研究科教授
- 2008年
  - 3月 - プラズマ研究センター長解任
  - 9月 - 筑波大学を懲戒解雇

## 論文データ改ざん疑惑
- 2006年、アメリカ物理学会の科学誌「Physical Review Letter」に長などが提唱するプラズマ理論の磁気ミラー型理論に関する論文を発表[2]。その後、同論文作成に使用したデータについて、研究に参加していた元大学院生から「データの改ざん」を指摘する声が上がる。これを受けて、筑波大学の水林博研究担当副学長が指揮する研究公正委員会、教育研究評議会が関係者、学生等への事情聴取を行い、2008年8月、長教授グループの同論文における「データ改ざん」があったことを認定、長教授に対する処分が下された[3]。
- 大学側の当初の処分は、2008年3月をもってプラズマ研究センター長の職を解くものであったが、長教授側が処分に不服を申し立てたことから、同年8月、長教授の懲戒解雇、および研究グループの講師や助教など3名の停職処分を下した[4]。
- 長は、筑波大学の処分に反論するため、疑念を抱かれた論文データを科学的に検証した論文を「Physics of Plasmas」に発表[5]。さらに国内外の科学者が実名で長の処分を不当とする声明が出されている[6]。
- 2009年2月、研究者有志による「長教授らを支援する会」が結成された。大学の処分の不当性と、大学が裁判に提出した証拠の学術的信頼性の乏しさを主張し[7]、活動を行っている[8]。
- 長元教授が筑波大学等に対して、懲戒解雇は無効として地位確認と損害賠償を求めた訴訟は、2010年4月19日、水戸地方裁判所土浦支部で原告側の訴えを棄却する判決が下された[8]。2011年8月31日、二審の東京高等裁判所も一審判決を支持、原告側の訴えのすべてを棄却した[7]。

### 意見書を作成した科学者
5名の国内の科学者は「大学側はただ裁判に勝つためだけに科学や数理統計の常識を敢えて無視している」と大学の姿勢に強く憤り、「学問的真実と学術研究の自由を守るため」として、東京高裁に対して意見書を作成した。
- 長谷川晃大阪大学名誉教授
- 宮本健郎東京大学名誉教授
- 巽友正京都工芸繊維大学元学長・京都大学名誉教授
- 前澤秀樹高エネルギー加速器研究機構教授
- 宮原恒昱日本女子大学教授

### 処分不当の声明に署名した研究者らの専門分野等一覧 （学長宛の書簡を含む）
- バーク博士；米国のタンデムミラー理論の第一人者である。対象論文のPhysical Review Letters誌への投稿時におけるプラズマ関連分野担当エディターであった。なお、バーク博士の属するテキサス大学オースティン校は、米国随一であり世界屈指のプラズマに関する理論核融合研究所 (IFS) を擁する。また、160年の歴史と世界で100万人の読者を有する「サイエンス誌」を発行する米国科学振興協会 (AAAS) および米国物理学会 (APS) の栄誉あるフェローの称号を持つ。[要出典]
- フィッシュ博士；今回の実験に関連する電子サイクロトロン加熱 (ECH) を含めたプラズマ波動加熱に関する世界的名声を持つ第一人者である。また米国物理学会賞等の受賞者でもある。ミラープラズマ分野において、Physical Review Letters誌等に多数の論文を投稿し、掲載されている。ミラー分野の国際会議の招待講演等についても多数の実績を有する。[要出典]
- シモーネン博士；米国最大のタンデムミラー実験装置TMX-Uの元ディレクターであり、米国タンデムミラー実験の第一人者である。現在米国エネルギー省 (DOE) のミラー核融合関連委員会の委員長を務めている。[要出典]
- クルグリアコフ博士；ロシアのミラー研究の拠点ブドカー原子物理学研究所で、長年ミラープラズマ分野をリードするトップである。同研究所全体の副所長を長く務め、ロシアのミラー研究の最高権威である。ロシア科学界の最高の栄誉であるアカデミッシャンの称号を持つロシア科学アカデミー正会員である。[要出典]
- ディモフ博士； ブドカー原子物理学研究所で、世界で初めてタンデムミラーの熱障壁理論を提唱した、ロシアのミラー理論研究における世界的権威である。[要出典]
- イワノフ博士； ブドカー原子物理学研究所のミラー実験の総責任者である。クルグリアコフ博士の後継で、同研究所全体の副所長である。[要出典]
- ブルダコフ博士；ブドカー原子物理学研究所における、ミラープラズマの乱流実験の責任者である。[要出典]
- パスツコフ博士；ロシアのミラープラズマの電位閉じ込め理論 （世界では「パスツコフ理論」と広く呼ばれている）第一人者である。クルチャトフ研究所の理論部門の長を務める。なお、クルチャトフ研究所は、ブドガー原子物理学研究所とは完全に独立した別の研究所である。[要出典]
- スクリンスキー博士；ブドカー原子物理学研究所所長であり、アカデミッシャンの称号を持つロシア科学アカデミー正会員である。筑波大学との間に、ミラープラズマ研究協定を締結した際の、ロシア側の調印者である。[要出典]
- アグレン博士；スウェーデン ウプサラ大学 工学技術物理科学 教授 オングストローム研究所。ヨーロッパのミラー・プラズマ研究の第一人者。1477年創立のウプサラ大学のミラー・プラズマ研究の長として、学生を育成すると共に、「直線磁場ミラー装置」を提唱し、多数の論文の出版等精力的に活躍している。[要出典]
- モイセンコ博士；ウクライナ 国立科学センター ハリコフ物理学・工学技術研究所 プラズマ物理学研究所 波動加熱部門責任者。ミラー磁場プラズマ閉じ込め装置の中性高速粒子入射生成イオンの波動加熱等の研究を進め、欧州・ロシアのミラー研究者との共著論文多数。[要出典]
- ノアック博士；ドイツ ドレスデン−ローゼンドルフ研究センター 危機安全解析部門 部門長。 ロシアのミラープラズマの研究所にも長期滞在し、共著論文多数。[要出典]
- 田中茂利博士；日本国 京都大学名誉教授。プラズマ波動加熱実験の我が国の第一人者。[要出典]

## 著書

### 共著
- 『ミラー型核融合装置』（アイピーシー、1995年）

### 訳書
- 『プラズマの波動』上・下（T.H.Stix著、田中茂利との共訳、吉岡書店、1996年、1998年）